# Mustapha Carayol (Fußballspieler)
Mustapha Soon Carayol (* 4. September 1988 in Banjul) ist ein gambischer Fußballspieler, der beim zyprischen Erstligisten Apollon Limassol unter Vertrag steht.

## Vereine

### Erste Stationen
Der in Gambia geborene Mustapha Carayol unterschrieb im August 2007 seinen ersten Profivertrag beim englischen Viertligisten Milton Keynes Dons. Nach seinem Debüt im League Cup wechselte er im Oktober 2007 auf Leihbasis zum Fünftligisten Crawley Town, für den er in fünfundzwanzig Ligaspielen zwei Treffer erzielen konnte. Am 13. Juli 2008 wechselte er zum ebenfalls in der fünftklassigen Conference National spielenden Verein Torquay United. Mit seiner Mannschaft stieg er dank eines 2:0-Erfolges im Play-off-Finale über Cambridge United in die vierte Liga auf. Nach einer zwischenzeitlichen Ausleihe an Kettering Town, erzielte er in der Saison 2009/10 sechs Tore in zwanzig Ligaspielen der Football League Two.
Im Mai 2010 unterschrieb Carayol einen Vertrag beim Viertligisten Lincoln City. Mit seiner Mannschaft stieg er am Saisonende als Tabellenvorletzter der Football League Two 2010/11 in die fünfte Liga ab und wechselte daher im Juni 2011 erneut den Verein und schloss sich den Bristol Rovers an. Für den Tabellendreizehnten der Football League Two 2011/12 erzielte er vier Treffer und konnte mit seinen guten Leistungen das Interesse mehrerer Zweitligisten wecken.

### FC Middlesbrough
Am 1. August 2012 wechselte Mustapha Carayol zum Zweitligisten FC Middlesbrough und unterzeichnete einen Dreijahresvertrag. Nach achtzehn Einsätzen und drei Toren in der Football League Championship 2012/13, erzielte er 2013/14 acht Treffer für den Verein aus Middlesbrough. Eine noch bessere Torausbeute wurde Mitte März 2014 durch eine Verletzung beim 0:0 in Bournemouth verhindert. Die Knieverletzung sorgte für eine monatelange Zwangspause des Flügelspielers. Nach über einem Jahr Rekonvaleszenz wechselte er 26. März 2015 auf Leihbasis zu Brighton & Hove Albion und bestritt bis zum Saisonende fünf Partien für den Zweitligisten.
Im August 2015 wurde er für die Saison 2015/16 an Huddersfield Town ausgeliehen. Nach drei Toren in fünfzehn Ligaspielen wurde das Leihgeschäft nach einem Trainerwechsel vom neuen Trainer David Wagner vorzeitig beendet. Wenige Tage später wechselte er auf Leihbasis bis zum Saisonende zu Leeds United.

### Von Nottingham Forest bis heute
Am 31. August 2016 unterschrieb Mustapha Carayol einen Vertrag beim Zweitligisten Nottingham Forest. Nach einer kurzen Episode in Ipswich spielte er in Zypern und der Türkei, bevor er 2021 nach England zu Gillingham zurückkehrte.

### Gambische Fußballnationalmannschaft
Im Mai 2015 gab Carayol bekannt künftig für die Nationalmannschaft seines Heimatlandes Gambia auflaufen zu wollen. Am 9. Juni 2015 debütierte er in der gambischen Fußballnationalmannschaft bei einem 1:1 in Uganda. Bis 2018 wurde er sieben Mal eingesetzt, wobei ihm zwei Tore gelangen.